# Clichê
Um cliché (português europeu) ou clichê (português brasileiro) (do francês cliché), é uma expressão, ideia ou frase que se tornou tão comum e repetida que perdeu sua originalidade e impacto. O clichê é usado em tramas tradicionais de obras de arte, na literatura e na linguagem coloquial. É frequentemente usado para descrever algo previsível, banal ou que não consegue mais evocar emoções ou pensamentos originais. Os clichês podem ou não ser verdadeiros. Alguns são estereótipos, enquanto outros são simplesmente truísmos e fatos.

## Conceito
Um clichê é uma frase ou ideia que se tornou um recurso "universal" para descrever conceitos abstratos, tais como tempo (antes tarde do que nunca) ou amor (o amor é cego). No entanto, tais expressões são muito comuns e pouco originais para deixar qualquer impressão significativa. Um clichê geralmente é uma representação vívida de uma abstração que depende de analogia ou exagero para causar efeito, geralmente extraída de experiências cotidianas. O uso de clichês pode ser avaliado tanto positiva quanto negativamente. A adesão excessiva a clichês priva a obra de originalidade e desvaloriza a intenção do autor. O aspecto positivo do uso de clichês é a adesão a estereótipos psicológicos e a facilitação da comunicação.
Quando aplicada em sentido figurado, a palavra tornou-se sinônimo de tudo o que já foi objeto de repetição excessiva e perdeu a originalidade. Assim, clichê também pode significar uma ideia que se repete com tanta frequência que já se tornou previsível dentro de um dado contexto. A maioria das frases hoje consideradas clichês eram originalmente consideradas impactantes, mas perderam a força devido ao uso excessivo. O poeta francês Gérard de Nerval disse certa vez: "O primeiro homem que comparou uma mulher a uma rosa foi um poeta; o segundo, um imbecil."
Na fraseologia, o termo assumiu um significado mais técnico, referindo-se a uma expressão imposta pelo uso linguístico convencionalizado. Clichês e arquétipos diferem entre si, pois um clichê é uma frase ou sentença, enquanto um arquétipo é um personagem ou algo que se encaixa como personagem modelo. Já um tropo é um padrão recorrente na literatura, como uma donzela em apuros ou o amor à primeira vista.

### Uso

Desenho representando um pirata com tapa-olho, espada, perna de pau e um papagaio no ombro.

Os clichês são comumente empregados para efeito cômico, normalmente na ficção. Um exemplo de clichê é o uso da imagem da loira burra, ou de um pirata com aparência estereotipada (perna de pau, papagaio no ombro, tapa-olho, etc.). Historiadores observam que tapa-olhos não eram comuns entre piratas, mas apareciam como um atributo característico da aparência em desenhos animados do século XX. Em romances policiais, por exemplo, diz-se que "o mordomo é sempre o culpado do assassinato do patrão" ou "no final, o bem triunfa: o herói mata o vilão", etc.

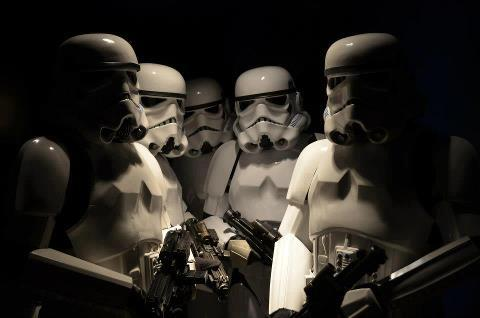
Stormtroopers imperiais da saga Guerra nas Estrelas.

Ridicularizar clichês é frequentemente uma técnica de sátira ou paródia. Assim, a ridicularização de clichês recebe bastante espaço em South Park e Os Simpsons, e no cinema muitos filmes foram feitos que, por meio do absurdo e do exagero, ridicularizam os clichês de vários filmes ou gêneros - Todo Mundo em Pânico, Robin Hood: Heróis em Collants, Corra que a Polícia Vem Aí e muitos outros. Na década de 1980, um gênero de paródia cinematográfica também se formou nos EUA, onde o número de clichês era frequentemente levado ao ponto do absurdo para efeito cômico. Após a popularização do cinema em meados do século XX, a produção cinematográfica foi acelerada. Como resultado, frequentemente repetiam detalhes que haviam se tornado populares em filmes famosos ou cult. No filme de 1951, O Dia em que a Terra Parou, um dos personagens é o robô Gort, que disparava um raio da cabeça. Essa imagem posteriormente teve uma enorme influência na ficção científica, a ponto de robôs disparando pelos olhos se tornarem uma das principais características do gênero e serem posteriormente utilizados (Capitão Sky e o Mundo de Amanhã ou X-Men 3 - O Confronto Final) ou ridicularizados em outros filmes.
Um dos clichês mais famosos e difundidos do cinema é que os soldados inimigos são incapazes de atingir os personagens principais, apesar de seus números superiores e, muitas vezes, de suas qualidades de luta superiores em combate contra personagens secundários. Este cliché é chamado de "Efeito Stormtrooper", em referência aos soldados homônimos em armaduras brancas da franquia Guerra nas Estrelas. Nos filmes de terror, um clichê comum é a capacidade de sobrevivência do assassino principal. Muitas vezes, mesmo depois do personagem principal aparentemente ter matado o vilão, ele desaparece sem deixar rastros de sangue ou aparece repentinamente atrás da vítima com uma arma branca erguida acima da cabeça. Muitas vezes, a vítima, escondendo-se do vilão, mudando repetidamente de direção, fica cara a cara com ele. Uma garota saindo do chuveiro enrolada em uma toalha é a nova vítima do vilão.

### Exemplos de expressões clichê na língua portuguesa
Estas expressões e tantas outras, muito utilizadas na linguagem coloquial, constituem lugares-comuns e recomenda-se evitar o uso em textos formais.
- "a toque de caixa"
- "atingir em cheio"
- "chegar a um denominador comum"
- "colocar um ponto final em"
- "conjugar esforços"
- "conseguimos triplicar o faturamento"
- "consumo desenfreado"
- "de vento em popa"
- "desculpa esfarrapada"
- "dirimir dúvidas"
- "fechar com chave de ouro"
- "leque de opções"
- "passar em brancas nuvens"
- "pôr a mão na massa"
- "só o tempo dirá"
- "via de regra"
- "vital importância"
- "voltar à estaca zero"